# مارتن فايتسمان
مارتن لورنس «مارتي» فايتسمان (بالإنجليزية: Martin Weitzman) (1 أبريل 1942 - 27 أغسطس 2019) كان اقتصاديًا وأستاذًا للاقتصاد بجامعة هارفارد. وكان من بين الاقتصاديين الأكثر تأثيرا في العالم وفقا للأوراق البحصية في الاقتصاد IDEAS / RePEc . ركزت أبحاثه الأخيرة إلى حد كبير على الاقتصاد البيئي، وتحديداً تغير المناخ واقتصاديات الكوارث.

## حياته
حصل فايتسمان على درجة البكالوريوس في الرياضيات والفيزياء من كلية سوارثمور في عام 1963. حصل على ماجستير في الإحصاء وبحوث العمليات من جامعة ستانفورد في عام 1964، ثم التحق بمعهد ماساتشوستس للتكنولوجيا حيث حصل على درجة الدكتوراه. في الإقتصاد عام 1967. انضم فايتسمان لأول مرة إلى كلية جامعة ييل، في عام 1967، وانتقل إلى معهد ماساتشوستس للتكنولوجيا، قبل التحاقه بقسم الاقتصاد في جامعة هارفارد في عام 1989، حيث قام بالتدريس في الجامعة حتى وفاته في عام 2019. توفي فايتسمان في 27 أغسطس 2019 عن عمر 77 عامًا. 

## أبحاثه
غطت أبحاث فايتسمان مجموعة واسعة من المواضيع بما في ذلك اقتصاديات الموارد البيئية والطبيعية، المحاسبة الخضراء، اقتصاديات التنوع البيولوجي، اقتصاديات التنظيم البيئي، اقتصاديات التغير المناخي، النظم الاقتصادية المقارنة، اقتصاديات تقاسم الأرباح، التخطيط الاقتصادي، وأساسيات نظرية الماكرو.

## الجوائز وشهادات التقدير
- عضو مؤسسة العلوم الوطنية، 1963-1965
- عضو وودرو ويلسون، 1963-1964
- أطروحة مؤسسة فورد، 1966
- عضو غوغنهايم، 1970-1971
- عضو في جمعية الاقتصاد القياسي، منذ 1976 حتى الآن
- عضو بالأكاديمية الأمريكية للفنون والعلوم، منذ 1986
- جائزة رابطة خبراء البيئة والموارد الخاصة عن «نشر الجودة الدائمة».
- متحدث رئيسي في المؤتمر العالمي للاقتصاديين البيئي لعام 2002
- متحدث الرئيسي سنة 2006 في المؤتمر العالمي لعلم الوراثة الحيوانية

## أوراق بحثية
قام فايتسمان بنشر أكثر من 90 ورقة بحث علمي، ظهر الكثير منها في المجلات العلمية الخاصة بإلاقتصاد. بعض من أوراقه
- مارتن فايتسمان، ديسمبر 2007. "في نمذجة وتفسير اقتصاديات التغير المناخي الكارثي  "
- مارتن فايتسمان، فبراير 2007. "استعراض ستيرن لإقتصاديات تغير المناخ  "
- مارتن فايتسمان، يناير 2007. "التوقعات الحساسة مسبقًا والألغاز الخاصة بإرجاع الأصول  "